# Moto Harada

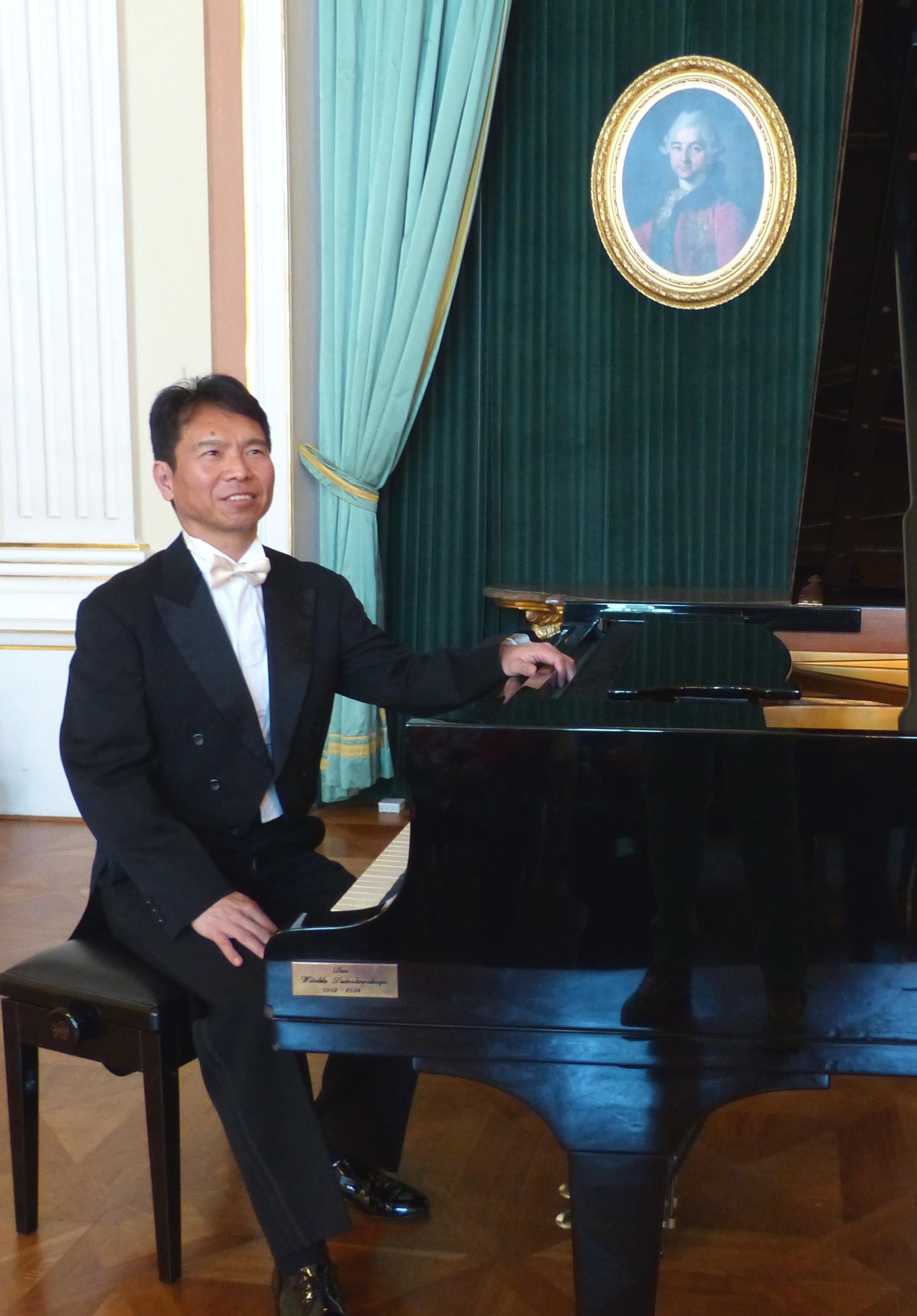
Moto Harada im Warschauer Königsschloss 2013

Mototsugu „Moto“ Harada (jap. 原田 資嗣, Harada Mototsugu; * 1957 in Shimonoseki) ist ein japanischer Konzertpianist und Komponist.

## Biografie
Moto Harada spielt seit seinem dritten Lebensjahr Klavier. Er studierte Musik und Musikpädagogik an der Universität der Künste Tokio (Tōkyō Geijutsu Daigaku). Weitere Studien führten ihn 1980 als Schüler von Hermann Schwertmann an die Universität für Musik und darstellende Kunst Wien und 1982 nach New York, wo er bei Jacob Lateiner, Professor an der Juilliard School, Unterricht erhielt. 1983 ermöglichte ihm eine Einladung der polnischen Regierung ein zweijähriges Studium an der Fryderyk-Chopin-Universität für Musik bei Regina Smendzianka. Während dieser Zeit gab er zahlreiche Konzerte und trat im Rundfunk und Fernsehen auf. Ein Stipendium von Rotary International ermöglichte ihm anschließend eine weitere Ausbildung an der Hochschule für Musik, Theater und Medien Hannover. Er absolvierte dort das Konzertexamen bei Karl-Heinz Kämmerling. Seit 1988 lehrt Moto Harada Klavier an der Stiftung Universität Hildesheim.

## Konzerttätigkeit
Neben seiner Lehrtätigkeit ist Harada als Konzertpianist tätig. Ein Schwerpunkt liegt auf Werken des klassischen und romantischen Repertoires (Beethoven, Mozart, Chopin u. a.). Darüber hinaus hat er ein umfangreiches musikalisches Spektrum virtuoser Klavierwerke aufgeführt (Ravel, Debussy, Gershwin u. a.). Moto Harada widmet sich aktiv auch der Neuen Musik und spielte Uraufführungen von Klavierwerken von Witold Szalonek, Gyu-Bong Yi und anderen. Konzertreisen führen Moto Harada auch ins europäische Ausland und nach Übersee. Seit 2000 war er regelmäßiger Gast des Musikfestivals Seelze.

## Werke
In seinen Kompositionen verbindet Harada Rekurse auf europäische und fernostasiatische Musiktraditionen mit innovativen Elementen Neuer Musik. Viele Stücke sind thematisch ausgerichtet und evozieren eine spezifische Stimmung oder gestalten ein Thema mit Mitteln des musikalischen Ausdrucks als Programm. Dabei ermöglicht es die unmittelbare emotionale Zugänglichkeit dem Auditorium, in direkten Bezug zu den neuen musikalischen Ausdrucksformen zu treten. Die Kompositionen umfassen insbesondere Stücke für Klavier solo in unterschiedlichen Schwierigkeitsgraden, darüber hinaus Kammermusik und Gesangsstücke. Am 6. November 2016 wurde in der Kirche St. Michael (Hildesheim) sein Klavierkonzert aufgeführt.
Kompositionen von Harada erschienen bei Olms-Weidmann. Eine Sammlung von Klavier-Anfängerstücken mit dem Titel „Album der Insel Spiekeroog“ ist frei verfügbar.
- Tiere aus Galapagos / Animals form Galapagos. 9 Kompositionen für Klavier.[3]
- Morgensonnenlicht. Vier Haiku-Lieder für Sopran und Klavier. Mit Texten von Martin Schreiner.[4]
- Bilder von Vincent van Gogh / Pictures by Vincent van Gogh. Vier Stücke für Klavier / Four Pieces for Piano.[5]
- Zwölf Traumgeschichten für Klavier / Twelve Dream Stories for Piano. Mit Illustrationen von Moritz Götze.[6][7]